# Morchella deliciosa
Morille délicieuse
Espèce
Morchella deliciosa, la morille délicieuse, auparavant Morchella conica, est une espèce de champignons comestibles, du genre Morchella de la famille des Morchellaceae dans l'ordre des Pezizales. Elle est caractérisée par ses alvéoles mal rangés et son habitat principalement montagnard sous conifères. C'est la plus commune des morilles noires.

## Systématique
L'espèce Morchella deliciosa a été décrite en 1822 par le mycologue suédois Elias Magnus Fries (1794-1878),.
Le nom correct complet (avec auteur) de ce taxon est Morchella deliciosa Fr..

### Synonymes
Morchella deliciosa a pour synonymes :
- Morchella costata var. deliciosa (Fr.) Cordier
- Phalloboletus deliciosus (Fr.) Kuntze
- Morilla deliciosa (Fr.) Quél.
- Morchella conica var. deliciosa (Fr.) Cetto
- Morchella pyramidalis Chevall.
- Morchella deliciosa var. incarnata Quél.
- Morchella deliciosa var. elegans Boud.
- Morchella deliciosa var. purpurascens Boud.

### Étymologie
Son épithète spécifique provient du latin deliciosus.

### Noms vulgaires et vernaculaires
Ce taxon porte en français le nom vernaculaire ou normalisé suivant : morille délicieuse.

## Description du sporophore
Son chapeau est ovoïde, en forme de menhir, d'abord blanchâtre, brun puis enfin noirâtre à noir. Les alvéoles primaires étirés verticalement sont mal rangés et les alvéoles secondaires sont peu développés. La vallécule est relativement réduite et le chapeau est en général peu charnu.
Le pied est blanc, d'épaisseur atténuée à la base.
Sa chair a une odeur boisée. L'espèce mesure en moyenne 10 cm.

## Galerie

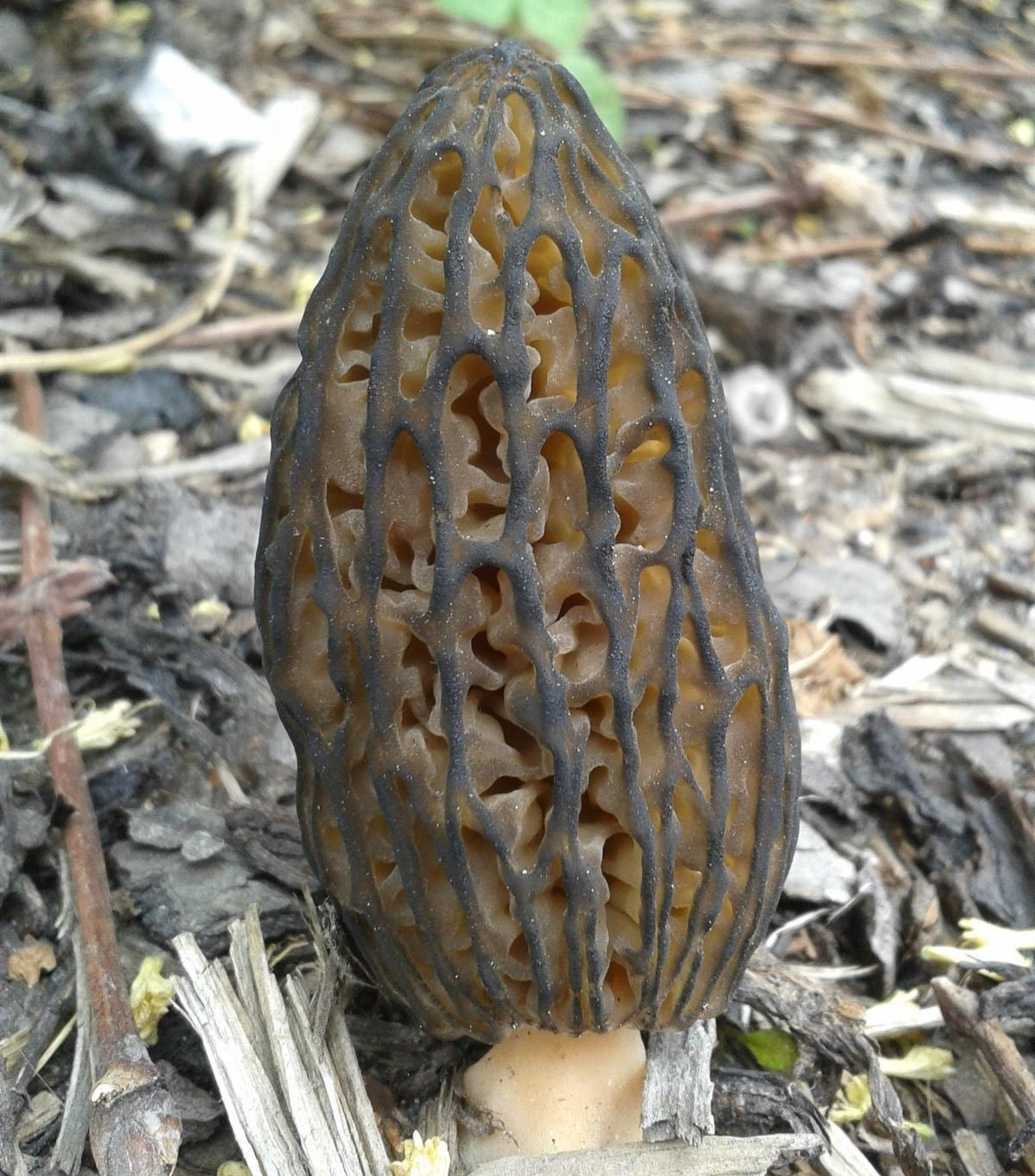
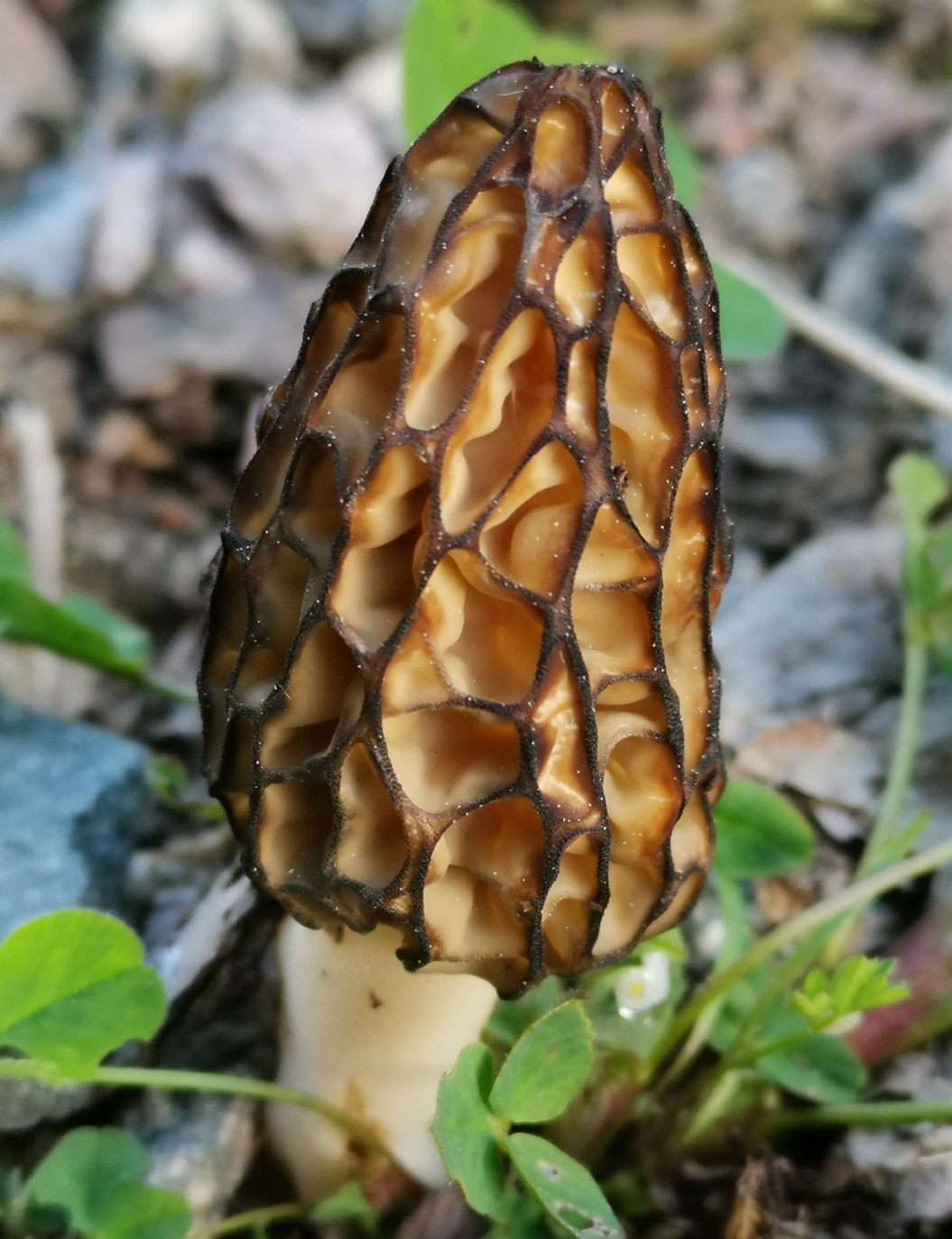
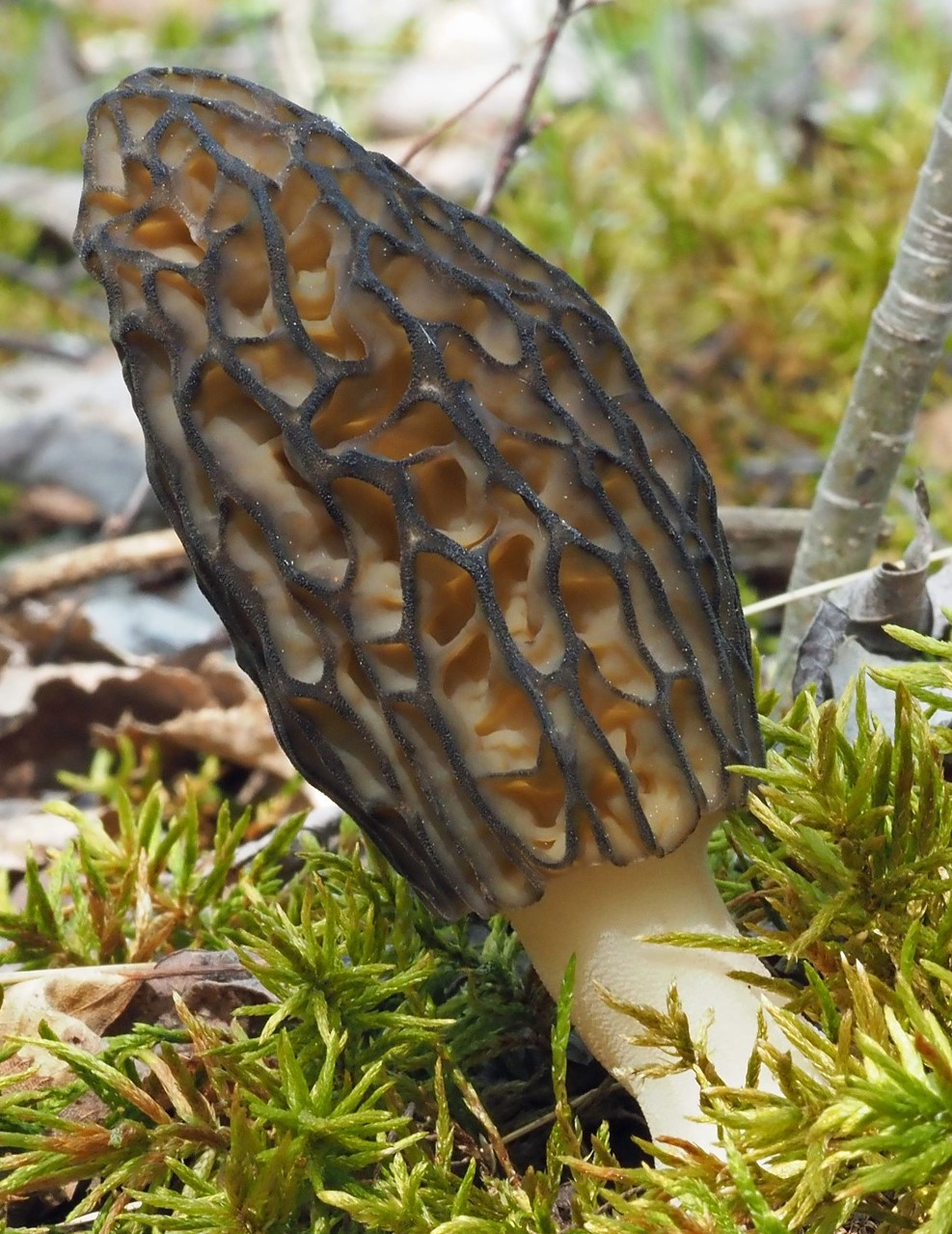
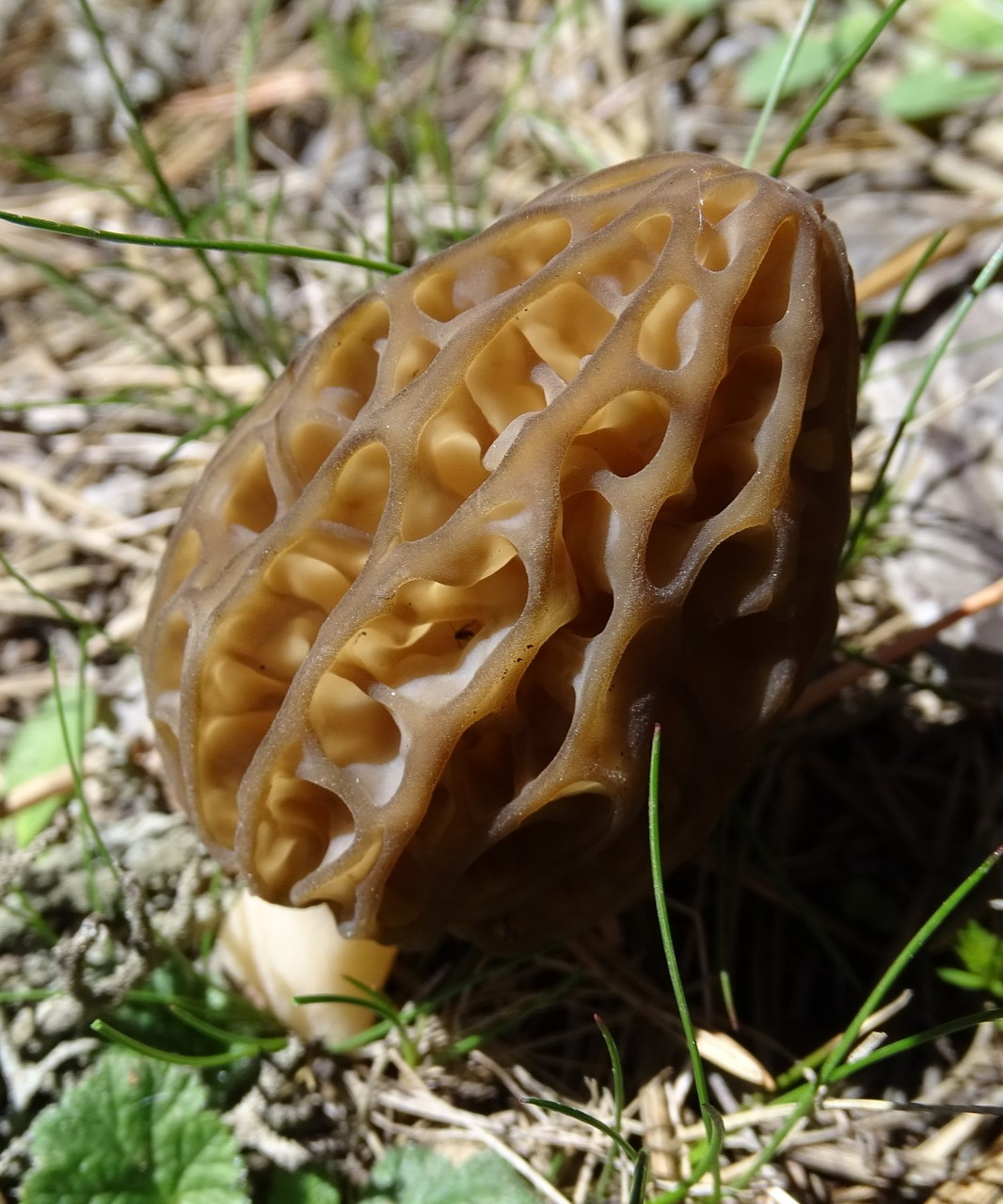
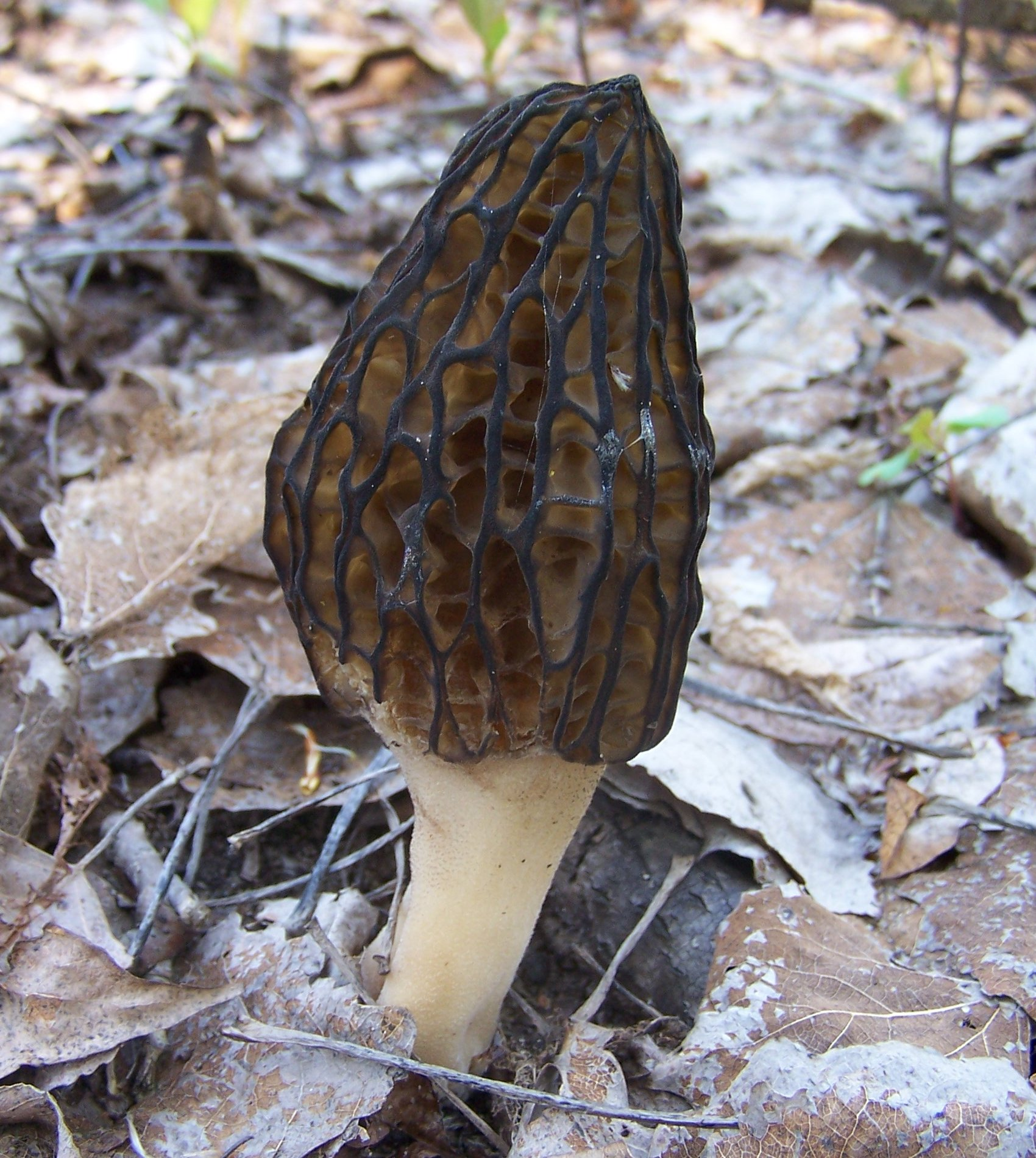
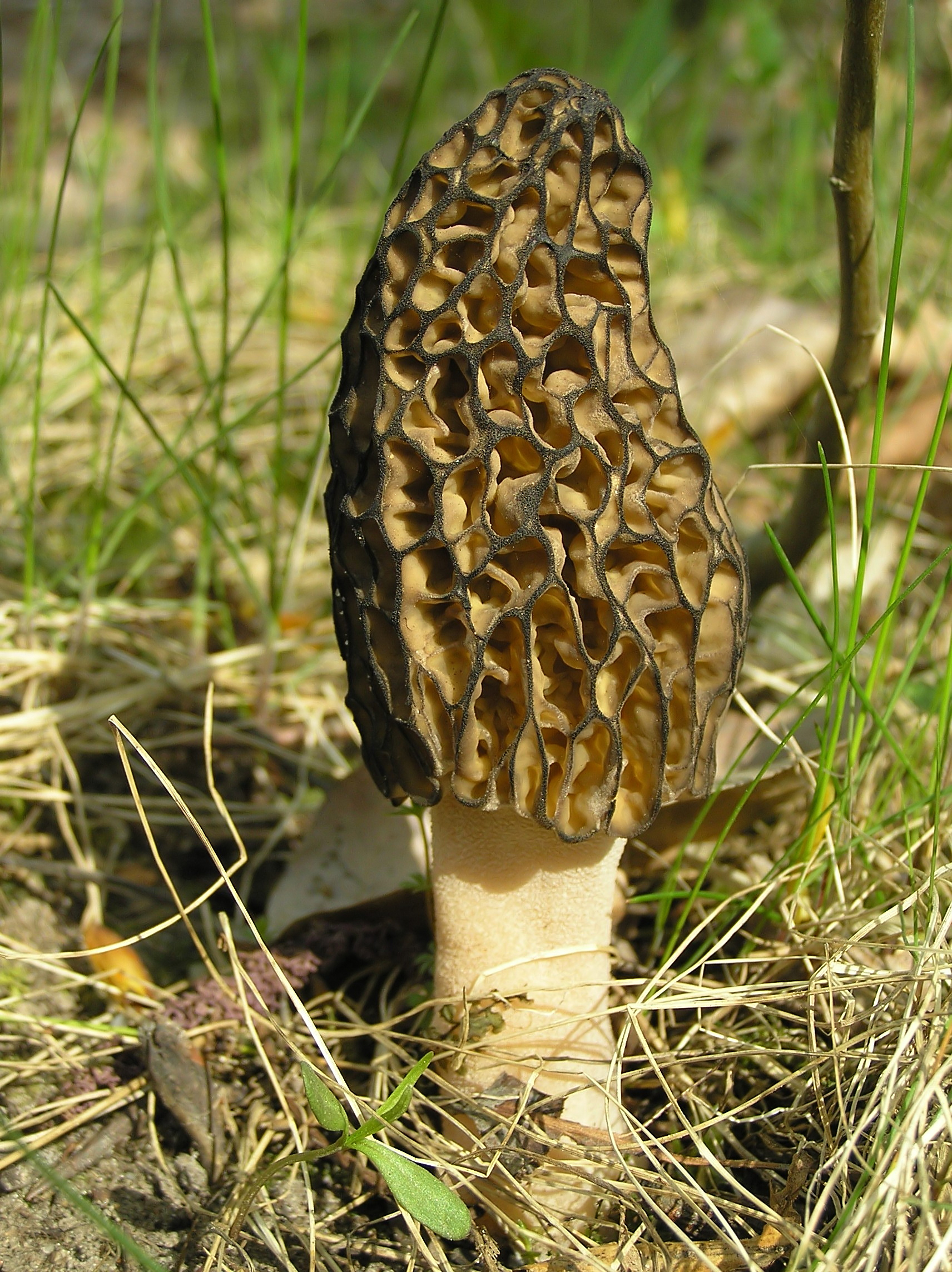
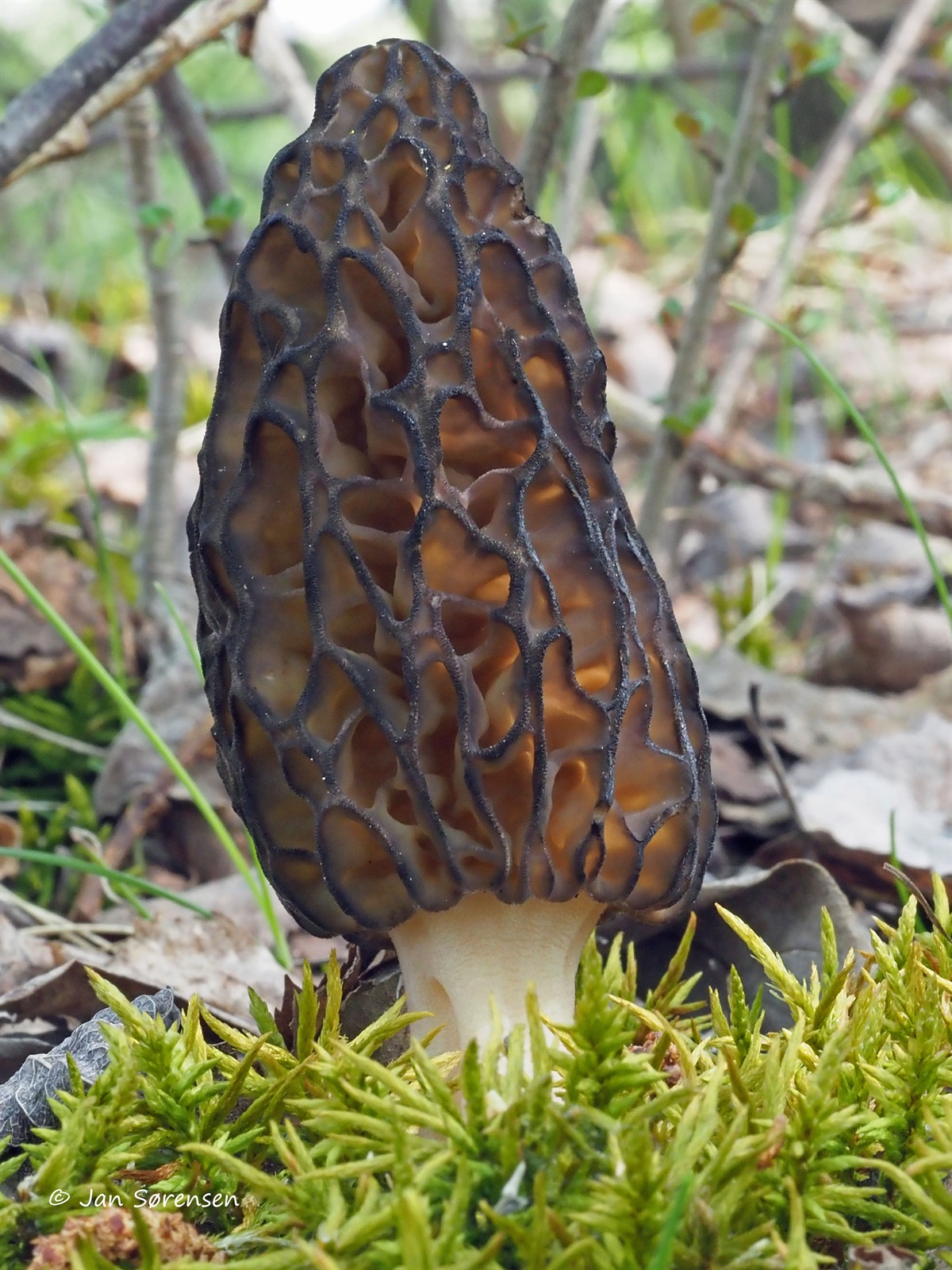

## Habitat et distribution
C'est une espèce mycorhizienne, venant surtout sous conifères dans les zones montagnardes, mais elle peut aussi se rencontrer sous les frênes. Elle est particulièrement précoce, pouvant se rencontrer dès la fonte des glaces.

## Comestibilité
C'est un comestible réputé, toxique cru ou mal cuit, devant être consommé après une cuisson complète, de préférence après dessication puis réhydratation.

## Confusions possibles
- Morchella purpurascens qui a des tons purpurins, des alvéoles un peu mieux alignés et un pied souvent aussi long que le chapeau à maturité.
- Morchella elata qui a des alvéoles droits bien rangés et parallèles, saprophyte et ubiquiste, venant des milieux rudéraux et sur débris.
- Morchella dunalii qui a ses alvéoles secondaires enflés en "bulles" et qui vient dans les garigues méditerranéennes.
- Morchella tridentina qui est d'abord sombre puis claire, est roussissante et a des crêtes droites parallèles fendues en leur milieu.